# Once Upon a Time in the West (nummer van Ennio Morricone)
"Once Upon a Time in the West" is een nummer van de Italiaanse componist Ennio Morricone. Het nummer werd uitgebracht op de soundtrack van de film Once Upon a Time in the West uit 1968. In 1976 werd het nummer uitgebracht op single.

## Achtergrond
"Once Upon a Time in the West", in de originele Italiaanse versie bekend als "C'era una volta il west", opent de soundtrack van de gelijknamige film. In de film zelf is het echter kort voor het einde pas te horen. Het nummer wordt ook wel aangeduid als "Jill's Theme", naar het karakter Jill McBain, die rouwt om haar overleden man. Net zoals de rest van de soundtrack, is ook dit nummer al geschreven voordat de film werd gemaakt, zodat regisseur Sergio Leone tijdens het opnemen van de scènes de muziek kon laten spelen zodat hij het juiste tempo kon aanhouden. Het nummer bevat woordloos gezang door zangeres Edda Dell'Orso, die voor vele films met muziek van Morricone met hem heeft samengewerkt.
Het themanummer werd oorspronkelijk in 1969 uitgebracht op single, maar kwam niet in hitlijsten terecht. In 1976 werd het opnieuw uitgebracht op single en wist de Nederlandse en Vlaamse hitlijsten te behalen; opvallend genoeg onder de Franse titel "Il était une fois dans l'ouest". In Nederland kwam het tot de 25e plaats in zowel de Top 40 als de Nationale Hitparade, terwijl in Vlaanderen de twintigste plaats in de Ultratop 50 werd behaald. Ook is het een van de weinige instrumentale filmmuziekstukken die in Nederland jaarlijks de Radio 2 Top 2000 haalt.

## Hitnoteringen

### Nederlandse Top 40
| Hitnotering: 20-11-1976 t/m 01-01-1977 | Hitnotering: 20-11-1976 t/m 01-01-1977 | Hitnotering: 20-11-1976 t/m 01-01-1977 | Hitnotering: 20-11-1976 t/m 01-01-1977 | Hitnotering: 20-11-1976 t/m 01-01-1977 | Hitnotering: 20-11-1976 t/m 01-01-1977 | Hitnotering: 20-11-1976 t/m 01-01-1977 | Hitnotering: 20-11-1976 t/m 01-01-1977 | Hitnotering: 20-11-1976 t/m 01-01-1977 |
| Week                                   | 1                                      | 2                                      | 3                                      | 4                                      | 5                                      | 6                                      | 7                                      |                                        |
| -------------------------------------- | -------------------------------------- | -------------------------------------- | -------------------------------------- | -------------------------------------- | -------------------------------------- | -------------------------------------- | -------------------------------------- | -------------------------------------- |
| Positie                                | 32                                     | 26                                     | 25                                     | 25                                     | 27                                     | 35                                     | 38                                     | uit                                    |

### Nationale Hitparade
| Hitnotering: 27-11-1976 t/m 11-12-1976 | Hitnotering: 27-11-1976 t/m 11-12-1976 | Hitnotering: 27-11-1976 t/m 11-12-1976 | Hitnotering: 27-11-1976 t/m 11-12-1976 | Hitnotering: 27-11-1976 t/m 11-12-1976 |
| Week                                   | 1                                      | 2                                      | 3                                      |                                        |
| -------------------------------------- | -------------------------------------- | -------------------------------------- | -------------------------------------- | -------------------------------------- |
| Positie                                | 28                                     | 25                                     | 29                                     | uit                                    |

### NPO Radio 2 Top 2000
| Nummer met noteringen in de NPO Radio 2 Top 2000 | '99 | '00 | '01 | '02 | '03 | '04 | '05 | '06 | '07 | '08 | '09 | '10 | '11 | '12 | '13 | '14 | '15 | '16 | '17 | '18 | '19 | '20 | '21 | '22 | '23 | '24 |
| ------------------------------------------------ | --- | --- | --- | --- | --- | --- | --- | --- | --- | --- | --- | --- | --- | --- | --- | --- | --- | --- | --- | --- | --- | --- | --- | --- | --- | --- |
| Once Upon a Time in the West                     | 262 | 482 | 578 | 694 | 623 | 499 | 599 | 600 | 646 | 582 | 784 | 799 | 739 | 578 | 698 | 696 | 738 | 663 | 741 | 779 | 869 | 608 | 677 | 655 | 679 | 660 |

1. ↑  Een vetgedrukt getal geeft de hoogste notering aan.

### Evergreen Top 1000
| Evergreen Top 1000 "Once Upon A Time In The West" | Evergreen Top 1000 "Once Upon A Time In The West" | Evergreen Top 1000 "Once Upon A Time In The West" | Evergreen Top 1000 "Once Upon A Time In The West" | Evergreen Top 1000 "Once Upon A Time In The West" | Evergreen Top 1000 "Once Upon A Time In The West" | Evergreen Top 1000 "Once Upon A Time In The West" | Evergreen Top 1000 "Once Upon A Time In The West" | Evergreen Top 1000 "Once Upon A Time In The West" | Evergreen Top 1000 "Once Upon A Time In The West" | Evergreen Top 1000 "Once Upon A Time In The West" | Evergreen Top 1000 "Once Upon A Time In The West" | Evergreen Top 1000 "Once Upon A Time In The West" | Evergreen Top 1000 "Once Upon A Time In The West" | Evergreen Top 1000 "Once Upon A Time In The West" | Evergreen Top 1000 "Once Upon A Time In The West" | Evergreen Top 1000 "Once Upon A Time In The West" |
| Jaar                                              | 2008                                              | 2009                                              | 2010                                              | 2011                                              | 2012                                              | 2013                                              | 2014                                              | 2015                                              | 2016                                              | 2017                                              | 2018                                              | 2019                                              | 2020                                              | 2021                                              | 2022                                              | 2023                                              |
| ------------------------------------------------- | ------------------------------------------------- | ------------------------------------------------- | ------------------------------------------------- | ------------------------------------------------- | ------------------------------------------------- | ------------------------------------------------- | ------------------------------------------------- | ------------------------------------------------- | ------------------------------------------------- | ------------------------------------------------- | ------------------------------------------------- | ------------------------------------------------- | ------------------------------------------------- | ------------------------------------------------- | ------------------------------------------------- | ------------------------------------------------- |
| Positie                                           | 216                                               | 641                                               | 626                                               | 626                                               | 645                                               | 243                                               | 192                                               | 167                                               | 41                                                | 155                                               | 176                                               | 141                                               | 68                                                | 80                                                | 61                                                | 108                                               |